# 비어트리스 로즌
비어트리스 로즌(영어: Beatrice Rosen, 프랑스어: Béatrice Rosen 베아트리스 로젠[*], 1977년 11월 29일 ~ )은 미국 출생 프랑스의 배우이다.

## 출연 작품
- 더 세인트 (2017)
- 백스트롬 (2015)
- 애스크 미 애니씽 (2014)
- 해피엔딩 네버엔딩 (2013)
- 해리스 로우 시즌1 (2010)
- 2012 (2009)
- 디아더 사이드 오브 더 트랙스 (2008)
- 샤프의 위험 (2008)
- 다크 나이트 (2008)
- 평화로운 전사 (2006)
- 체이싱 리버티 (2004)